# جوناثان جولد
جوناثان جولد (بالإنجليزية: Jonathan Gold)‏ هو ناقد الطعام وصحفي أمريكي، ولد في 28 يوليو 1960 في لوس أنجلوس في الولايات المتحدة، وتوفي في 21 يوليو 2018 بسبب سرطان البنكرياس.

## وصلات خارجية
- جوناثان جولد على موقع IMDb (الإنجليزية)